# 工進精工所
株式会社工進精工所（こうしんせいこうしょ）は、埼玉県狭山市にある、輸送用機器・産業機械製造企業。

主にディーゼル駆動車両の減速機やN700系新幹線、新京成8900形、山陽電気鉄道の各形式など、電気車のパンタグラフ・集電装置を製造している。特に高速鉄道車両用低騒音パンタグラフに強みがある。

## 主な製品
鉄道車両用機器
- 新幹線車両向けパンタグラフ
  - 0系
  - 100系
  - 200系
  - 300系
  - E1系
  - E4系[4]
  - 700系
  - N700系
  - N700S系

N700S系ではJR東海と共同で専用パンタグラフを開発している 
- 在来線電車向けパンタグラフ
  - 東日本旅客鉄道（JR東日本）、西日本旅客鉄道（JR西日本）向け電車など[4] [5]
- 小断面地下鉄（リニア地下鉄）用パンタグラフ
  - 神戸市交通局5000形電車
  - 福岡市交通局3000系電車
  - 横浜市交通局10000形電車
  - 仙台市交通局2000系電車[4] [5]
- モノレール用集電装置
  - 日本国内のモノレール用集電装置のほとんどを工進精工所製が占めているほか、海外向けにも採用されている[4]
- 新交通システム用集電装置
  - 日暮里・舎人ライナー
  - ゆりかもめ[4]向けなど
- 空気駆動式ワイパー[4]
- 空気圧縮機[5]
- 気動車用減速機、逆転機
  - 2022年時点の資料では、第三セクター鉄道、JR各社向け気動車の減速機は、シェア100 %の実績を誇っている[5]

その他の製品
- 鉱山ダンプ（架線集電式電気自動車）用パンタグラフ
- 給水弁類
- 油圧ポンプ、油圧モーター（可変ベーン型）
- 油圧バルブ
- 建設機械用機器
- 農業機械用機器
- 磁力式トルク制御器（パーマトルク）
- ねじ転造機（パイプロー）
- 自動車（トラック）用部品
- 産業機械用PTO

## 歴史
- 1913年（大正2年） - 「工進商会」として創業。鉄道省指定工場。
- 1934年（昭和9年） - 「株式会社工進精工所」設立。
- 1968年（昭和43年） - 狭山工場設置。
- 1986年（昭和61年） - 管用テーパーねじ転造機の販売を開始 （開発は1983年）[6]。
- 1992年（平成4年）
  - 本社、工場を狭山市に移転。
  - 10月 - コーシンラシン株式会社を吸収合弁する。
  - クノールブレムゼ と 三井物産の合弁で「コーシン・クノール株式会社」設立。（のち合弁解消）
- 1999年（平成11年） - JR東海向け700系新幹線パンタグラフが採用される。